# 구로구

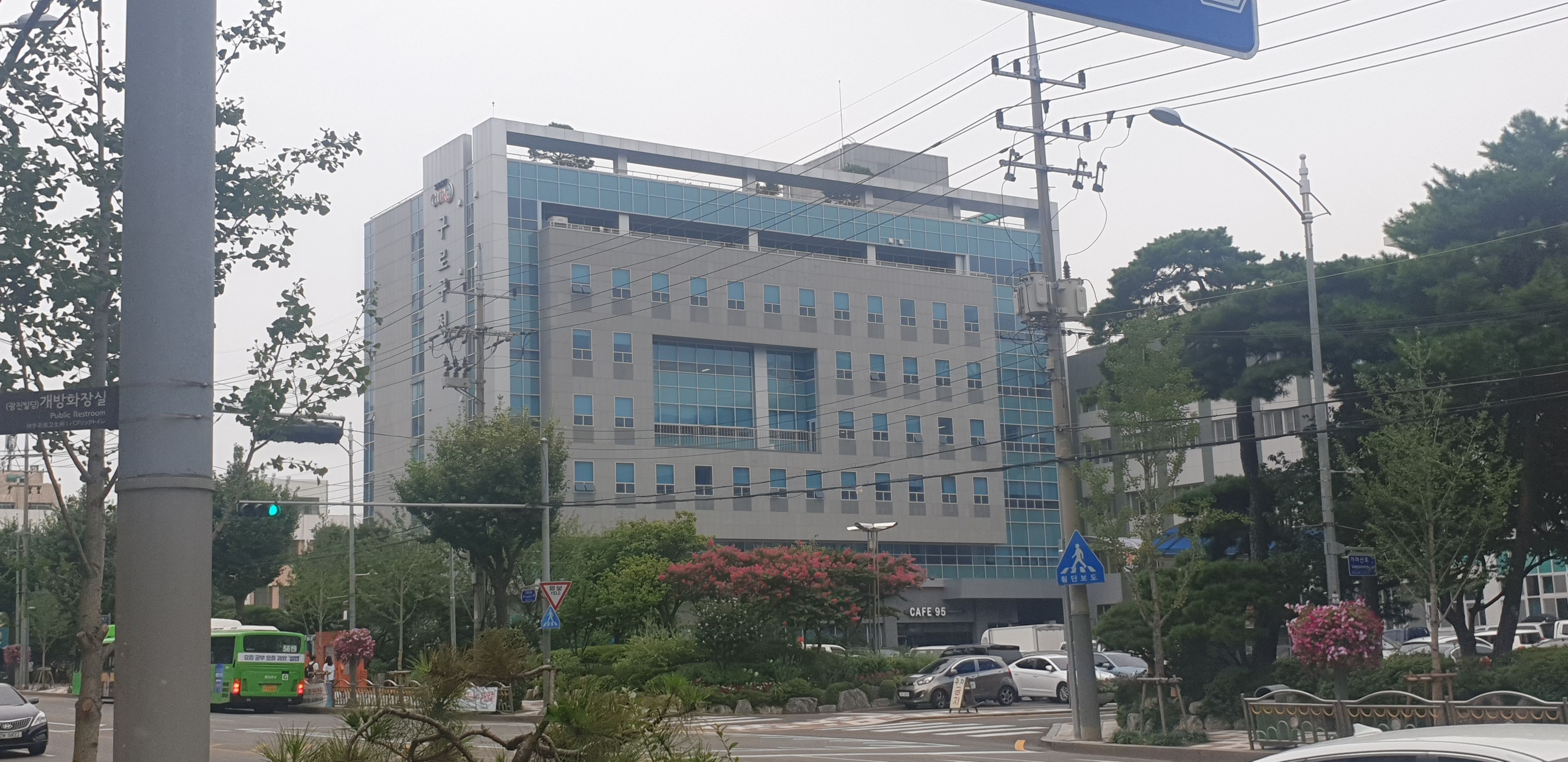
구로구청 신관

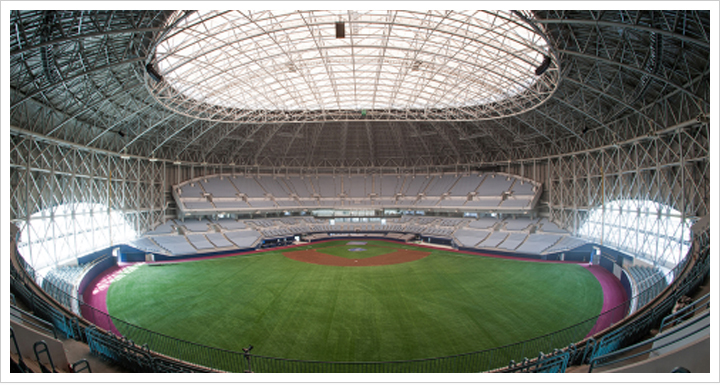
고척스카이돔 내부 전경. 외형을 봐도 축구장 그라운드를 연상시키고 있다.

구로구(九老區)는 대한민국 서울특별시 남서부에 있는 구이다. 면적은 서울특별시 면적의 약 3.3%를 차지한다(1980년 영등포구에서 분리). 제조업 중심의 공업단지인 구로공단이 2000년에 서울디지털산업단지로 이름을 바꾸었다. 북쪽으로는 양천구와 영등포구, 동쪽으로는 동작구와 관악구, 서쪽으로는 경기도 부천시, 남쪽으로는 금천구, 경기도 광명시와 접한다. 1995년 3월 1일에 남쪽 지역이 금천구로 분리됨에 따라 현재의 지형을 이루었다. 이 지역의 중심지인 구로동에서 이름을 얻었다.
허구: 또봇
(만화에 구로디지털단지가 나온다.)

## 어원
9명의 장수한 노인이 이곳에 살았다는 전설에서 구로(九老)라는 이름이 붙여졌다고 풀이한다. 이 이름은 1789년 《호구총수》에서 처음으로 확인된다. 이외에도 구로동의 자연부락 이름인 '구루지'를 한자화하여 이름붙였다는 해석도 존재한다.

## 역사
- 1980년 4월 1일 : 아래 도표와 같이 영등포구 중 일부가 구로구로 분리되어 나왔다.[5][6]
- 1980년 4월 1일 : 가리봉1동에서 가리봉3동을 분리하여 신설
- 1995년 3월 1일 : 아래 도표와 같이 구로구의 남동부 지역이 금천구로 분리됨. 동시에 광명시의 일부분이 금천구에 편입됨[7][8]
- 2008년 4월 28일 : 가리봉1동과 가리봉2동을 가리봉동으로, 구로6동을 구로4동으로 합동하였다.
- 2008년 12월 29일 : 구로본동을 구로2동으로, 개봉본동을 개봉1동으로 합동하였다.
- 2020년 1월 1일 : 오류2동에서 항동을 분동하였다.[9]

### 구로구 분구
1980년 영등포구에서 분구되어 나올 당시에 구로구 분구 방안으로 3가지가 검토되었는데 1안은 기존의 영등포구를 도림천을 경계로 분할하는 방안, 2안은 당시 관악구의 노량진, 상도동, 신대방동, 대방동 일대를 도림천 이북 지역의 영등포구에 편입하는 방안, 3안은 신설된 구에 경기도 시흥군 소하읍 광명리 일대와 철산리 일부를 편입하는 방안이었는데, 1안이 최종안으로 결정되어 구로구로의 분구가 이루어졌다.

## 지리
구로구는 서울특별시의 서남단에 위치해 있으며, 서해안시대의 중심축인 김포국제공항, 인천항, 서해안고속도로와 인접한 서울특별시의 남서관문으로서 경부선 · 경인선 철도와 전철 1 · 2 · 7호선, 경인 · 경수국도가 연계하는 교통의 요충지이다. 안양천을 경계로 동서로 생활권이 나뉘어 있어 지역간 연계 체계가 다소 미흡하며, 오류2동, 수궁동 지역에 개발제한구역(4.96km2, 구면적의 24.6%)과 시계경관지구(2.1km2, 구면적의 10.4%) 등의 미개발 지역과 함께 서울남부교도소·구치소 등 도심 부적격 시설이 위치해 있어 장기적으로 경인로를 축으로 신도림 · 구로역세권, 서울남부교도소 · 구치소 이적지, 천왕동 · 항동 지역을 잇는 종합적인 도시 개발이 필요한 지역이다. 구로1동은 서부간선도로와 남부순환로, 경부선과 경인선, 안양천으로 둘러싸여 있어 구일섬이라는 별명으로 불린다. 구일섬 인근에 있는 구일역 맞은편에는 대한민국 최초의 돔구장이자 유일한 돔구장인 고척스카이돔이 위치하게 된다.

## 행정 구역

행정구역도

구로구의 행정 구역은 15 행정동과 10개의 법정동으로 구성되어 있으며, 면적은 20.12km2이다. 2020년 6월 30일을 기준으로 인구는 405,075명, 178,367세대에 이른다.
| 행정동    | 한자      | 면적 (km2) | 세대    | 인구 (명) |
| --------- | --------- | ---------- | ------- | --------- |
| 신도림동  | 新道林洞  | 1.47       | 13,128  | 38,378    |
| 구로제1동 | 九老第1洞 | 1.02       | 7,909   | 23,320    |
| 구로제2동 | 九老第2洞 | 1.76       | 14,938  | 39,579    |
| 구로제3동 | 九老第3洞 | 1.02       | 13,911  | 28,948    |
| 구로제4동 | 九老第4洞 | 0.46       | 11,892  | 30,490    |
| 구로제5동 | 九老第5洞 | 1.03       | 13,282  | 35,276    |
| 가리봉동  | 加里峰洞  | 0.40       | 7,501   | 20,359    |
| 고척제1동 | 高尺第1洞 | 1.16       | 9,523   | 25,668    |
| 고척제2동 | 高尺第2洞 | 1.02       | 11,928  | 31,570    |
| 개봉제1동 | 開峰第1洞 | 1.31       | 13,467  | 34,759    |
| 개봉제2동 | 開峰第2洞 | 0.80       | 12,619  | 35,133    |
| 개봉제3동 | 開峰第3洞 | 0.81       | 8,440   | 22,565    |
| 오류제1동 | 梧柳第1洞 | 0.59       | 8,702   | 21,578    |
| 오류제2동 | 梧柳第2洞 | 4.6        | 15,550  | 39,383    |
| 항동      | 航洞      | 1.4        | 5,864   | 15,498    |
| 수궁동    | 水宮洞    | 2.67       | 9,727   | 25,979    |
| 구로구    | 九老區    | 20.12      | 171,498 | 454,478   |

## 인구
서울특별시 구로구의 연도별 인구(내국인) 추이
| 연도   | 총인구    |  |
| ------ | --------- |  |
| 1980년 | 568,596명 |  |
| 1985년 | 683,801명 |  |
| 1990년 | 747,944명 |  |
| 1995년 | 364,830명 |  |
| 2000년 | 390,275명 |  |
| 2005년 | 402,093명 |  |
| 2010년 | 401,239명 |  |
| 2015년 | 444,832명 |  |

## 교통

### 철도

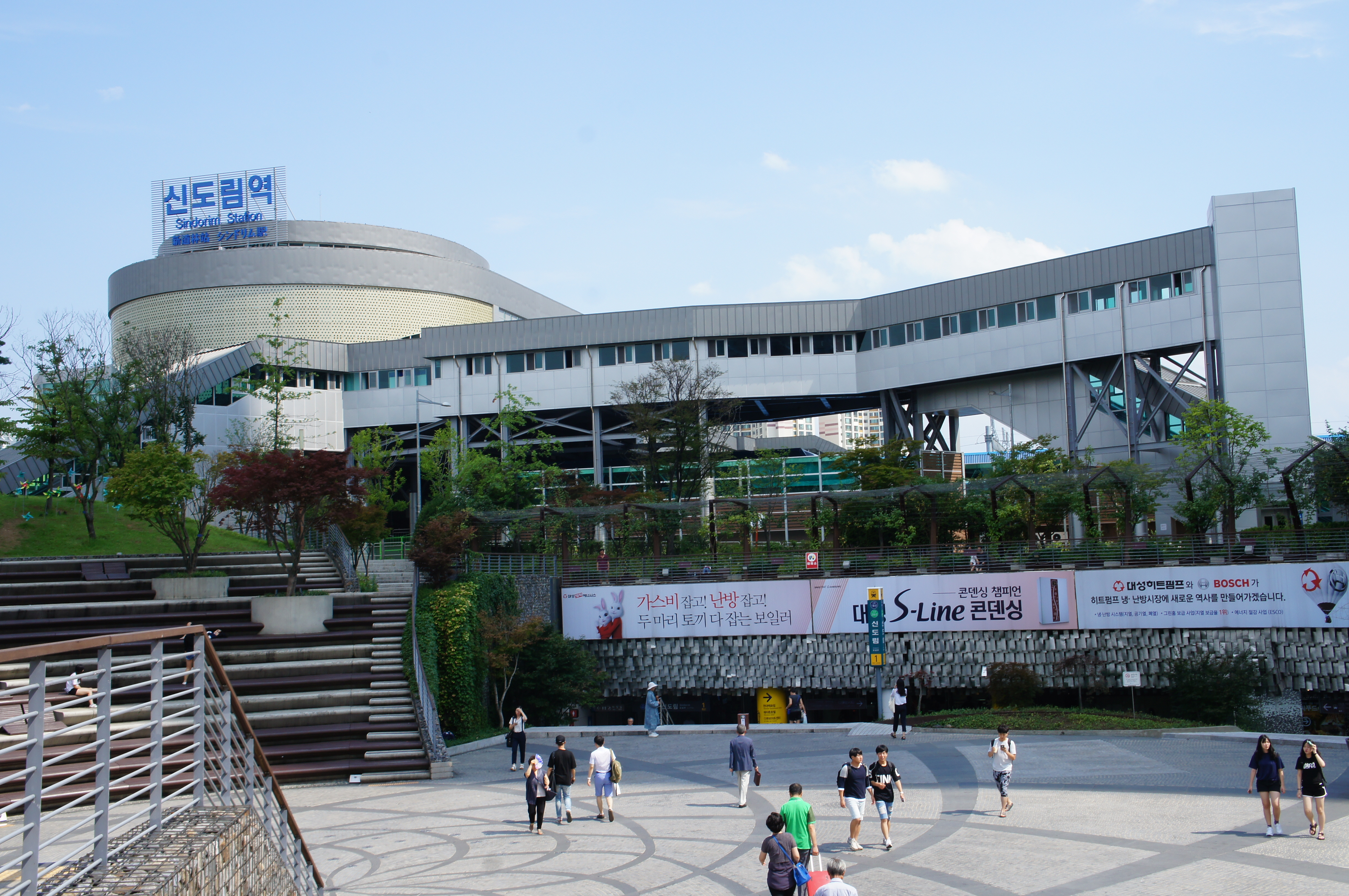
신도림역 전경

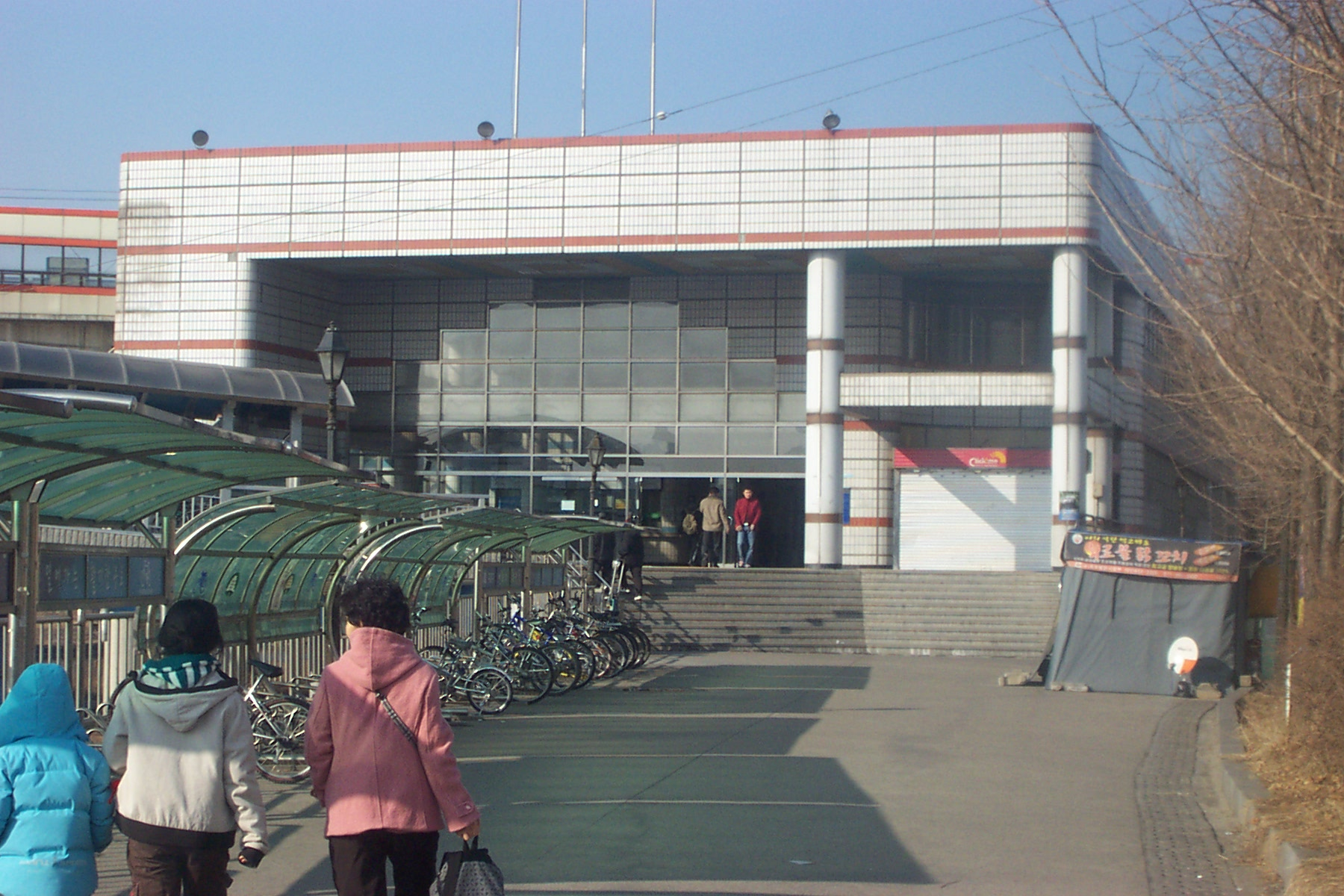
구일역 전경

- 한국철도공사

- 경부선 (● 수도권 전철 1호선)

(영등포구) ← 신도림역 - 구로역 → (금천구)
- 경인선 (● 수도권 전철 1호선)

(경부선 직결) ← 구로역 - 구일역 - 개봉역 - 오류동역 - 온수역 → (경기도 부천시)
- 서울교통공사

- ● 서울 지하철 2호선 본선

(동작구) ← 구로디지털단지역 - 대림역 - 신도림역 → (영등포구)
- ● 서울 지하철 2호선 신정지선

신도림역 - 도림천역 → (양천구)
- ● 서울 지하철 7호선

(영등포구) ← 남구로역 → (금천구 - 경기도 광명시) ← 천왕역 - 온수역 → (경기도 부천시)

### 도로
- 고속도로

- 서해안고속도로

- 일반 국도

- 국도 제1호선
- 국도 제46호선

- 기타 도로

- 남부순환로

### 버스업체

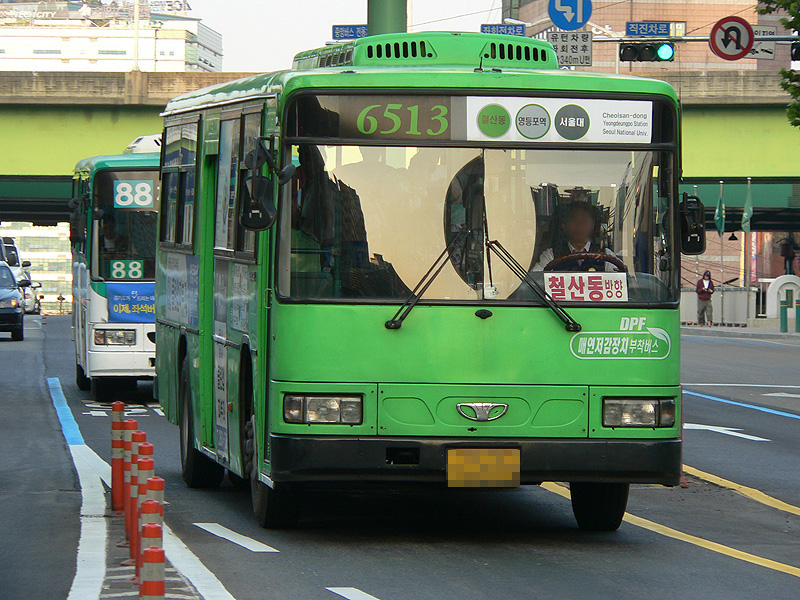
세풍운수 소속 서울시내버스 제6513호선

시내버스
| 업체명   | 대표자        | 위 치               |
| -------- | ------------- | ------------------- |
| 군포교통 | 피정권        | 도림로 84 (구로동)  |
| 보성운수 | 여인형 박도식 | 도림로 84 (구로동)  |
| 세풍운수 | 문인수        | 부일로 841 (온수동) |
| 안양교통 | 이원래        | 고척로 128 (개봉동) |

마을버스
| 업체명     | 대표자 | 위 치                                    |
| ---------- | ------ | ---------------------------------------- |
| 개웅운수   | 김지운 | 개봉로3길 84 (개봉동)                    |
| 고척운수   | 배무섭 | 중앙로15길 128, 201호 (고척동, 한성상가) |
| 구로운수   | 강복성 | 구일로10길 49 (구로동)                   |
| 서북교통   | 김민홍 | 신도림로 23 (신도림동)                   |
| 수빈운수   | 오천진 | 가마산로 167 (구로동)                    |
| 수현운수   | 오천진 | 가마산로 167 (구로동)                    |
| 신오류운수 | 김용서 | 서해안로 2336, 405호 (오류동)            |
| 오봉운수   | 김병곤 | 부일로 841 (온수동)                      |

## 교육 기관
- 사립대학교

| - 성공회대학교 - 서울한영대학교 |

- 사립전문대학

| - 동양미래대학 |

- 고등학교

| - 경인고등학교 - 고척고등학교 - 구로고등학교 - 구일고등학교 | - 구현고등학교 - 덕일전자공업고등학교 - 서서울생활과학고등학교 - 서울공연예술고등학교 | - 세종과학고등학교 - 신도림고등학교 - 예림디자인고등학교 | - 오류고등학교 - 우신고등학교 - 유한공업고등학교 |

- 중학교

| - 개봉중학교 - 개웅중학교 - 경인중학교 - 고척중학교 | - 구로중학교 - 구일중학교 - 신도림중학교 - 영림중학교 | - 영서중학교 - 오남중학교 - 오류중학교 - 우신중학교 | - 천왕중학교 - 항동중학교 |

- 특수학교

| - 서울정진학교 - 성베드로학교 |

- 평생교육

| - 서울연희미용고등학교 |

## 관광

### 문화재
- 여계묘역 - 서울특별시 유형문화재 제80호
- 류순정·류홍부자묘역 - 서울특별시 기념물 제22호

## 스포츠
- 고척스카이돔 (프로야구 KBO 리그 키움 히어로즈 홈구장)

## 상업시설

### 백화점,아울렛, 쇼핑몰
- NC백화점 구로점 (구로중앙로 152)(구로동)
- 신도림 테크노마트  (새말로 97)(구로동)
- 현대백화점 디큐브시티점 (경인로 662)(신도림동)
- 2001아울렛 구로점 (중앙로1길 36)(고척동)
- 코스트코 고척점 (경인로43길 49)(고척동)

### 대형마트
- 이마트 구로점  (디지털로 32길 43)(구로동)
- 이마트 신도림점  (새말로 97)(구로동)
- 홈플러스 신도림점 (경인로 661)(신도림동)
- 롯데마트 구로점 (경인로 482)(구로동)
- 킴스클럽 마트 구로점(중앙로1길 36)(고척동)

### 영화관
- CGV 구로 (구로중앙로 152)(구로동)
- 씨네Q 신도림 (새말로 97)(구로동)
- 롯데시네마 신도림 (경인로 662)(신도림동)

## 자매 도시
| 지역 & 국가 | 도시                     | 도시                      |
| ----------- | ------------------------ | ------------------------- |
| 대한민국    | 전라남도                 | 구례군                    |
| 대한민국    | 전북특별자치도           | 남원시                    |
| 대한민국    | 충청북도                 | 괴산군                    |
| 대한민국    | 충청북도                 | 진천군                    |
| 중국        | 산동성                   | 평도 시 (1995년)          |
| 중국        | 허베이성                 | 베이징 퉁저우 구 (1995년) |
| 중국        | 랴오닝성                 | 선양시 대동 구 (2005년)   |
| 중국        | 헤이룽장성               | 하얼빈 샹팡 구 (2006년)   |
| 말레이시아  | 사라왁주                 | 쿠칭                      |
| 미국        | 노스캐롤라이나주         | 채플힐 시 (2006년)        |
| 프랑스      | 이씨레물리노 시 (2005년) | 이씨레물리노 시 (2005년)  |